# Milagro de la reliquia de la Cruz en el Puente del Rialto
La Curación del obseso o El milagro del obseso (en italiano, Il miracolo dell’ossesso), también llamado Milagro de la reliquia de la cruz (Miracolo della reliquia della Croce al ponte di Rialto), es uno de los cuadros más conocidos del pintor italiano Vittore Carpaccio. Está realizado en óleo sobre lienzo, y fue pintado en 1494, encontrándose actualmente en la Galería de la Academia de Venecia. 
Se realizó para la Escuela de san Juan Evangelista. Esta es una obra de madurez del pintor. Su tema es una visión del Gran Canal de Venecia, lleno de gente, embarcaciones y colorido. Muestra el antiguo puente de Rialto. La escena está creada con un corte asimétrico, en primer plano a la izquierda la logia llena de personajes mientras que a la derecha se ven los palacios en escorzo, a la derecha, siguiendo el curso del canal, el puente y las fachadas de los palacios que se entrecortan contra el cielo.

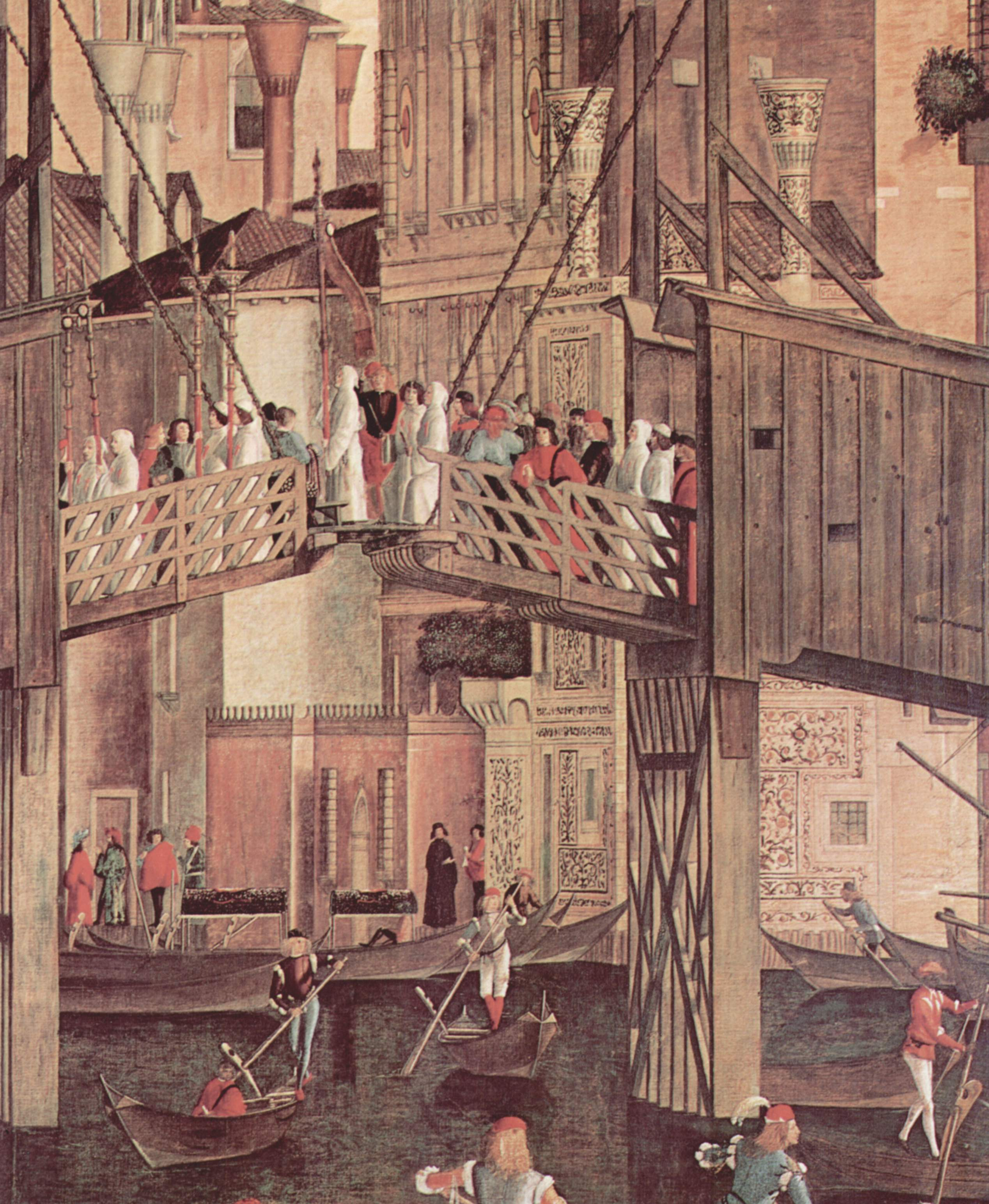
Detalle del puente.